# Liste von Aussichtstürmen im Saarland
Die Liste von Aussichtstürmen im Saarland enthält Bauwerke, welche über für den Publikumsverkehr zugängliche Aussichtsmöglichkeiten verfügen. Sie umfasst Aussichts-, Fernseh- und Wassertürme, Hochhäuser, Kirchtürme, stationäre Fahrgeschäfte und sonstige Aussichtsplattformen – auch ehemalige Türme (usw.). Die Listen enthalten keine reisenden Panoramafahrgeschäfte.

## Liste
Anmerkung: Die Tabellenspalten sind sortierbar, dazu dienen die Symbole bei den Spaltenüberschriften. In der Ausgangsansicht sind die Türme nach Gesamthöhe (absteigend), bei gleicher Höhe nach Name des Bauwerks (aufsteigend) sortiert.

### Bestehende Bauwerke
| Name des Bauwerks                         | Ort                          | Bau- jahr    | Ges. höhe (m) | Platt- form- höhe (m) | Auf- zug | Bauwerkstyp                    | Bemerkungen                                                                                          | Bild |
| ----------------------------------------- | ---------------------------- | ------------ | ------------- | --------------------- | -------- | ------------------------------ | --- | ---- |
| Schwarzenbergturm                         | Saarbrücken Lage             | 1931         | 046           | 041 0+ 037,5          | nein     | Stahlbetonturm                 | untere Plattform nicht mehr zugänglich; Plattformhöhen ca.                                           |      |
| Aussichtsturm Baumwipfelpfad Saarschleife | Orscholz Lage                | 2016         | 042           |                       | nein     | Holzkonstruktion               | Teil des Baumwipfelpfads Saarschleife; Höhe ca.                                                      |      |
| Hindenburgturm (Bexbach)                  | Bexbach Lage                 | 1933         | 0?            | 040                   | ja       | Betonturm                      | mit Bergbaumuseum im Turm; geschlossene verglaste Aussichtsebene                                     |      |
| Schaumbergturm                            | Tholey Lage                  | 1930         | 037,5         | 034,3                 | ja       | Stahlbeton                     | 1976 auf Turmresten wiederaufgebaut; mit Ausstellung im Turm; Höhe mit Stahlgerüst für Antennen 52 m |      |
| Bergfried Burg Kirkel                     | Kirkel-Neuhäusel Lage        | 1075         | 032           |                       | nein     | gemauerter Turm                | geschlossene überdachte Aussichtsplattform                                                           |      |
| Saarpolygon                               | Ensdorf (Saar) Lage          | 2016         | 030           | 025                   | nein     | Stahlkonstruktion              | Aussichtsplattform beidseitig über jeweils 132 Stufen erreichbar                                     |      |
| Bergfried Burg Veldenz                    | Nohfelden Lage               | 1285         | 027           | 020                   | nein     | gemauerter Turm                | überdacht; Gesamthöhe ca.                                                                            |      |
| Höcherbergturm                            | Höchen Lage                  | 1913         | 026           |                       | nein     | gemauerter Turm                | |      |
| Panoramaturm Betzelhübel                  | Steinbach (Ottweiler) Lage   | 2013         | 024           | 020                   | nein     | Aluminium-Fachwerkkonstruktion | überdacht; Gesamthöhe ca.                                                                            |      |
| Galgenbergturm                            | Spiesen-Elversberg Lage      | 1939         | 017           |                       | nein     | gemauerter Turm                | |      |
| Burgturm Siersburg                        | Siersburg Lage               | 12. Jh.      | 016,3         | 015,2                 | nein     | gemauerter Turm                | Höhe ohne Treppenüberbau                                                                             |      |
| Europadenkmal                             | Berus Lage                   | 1970         | 016           | 02,6                  | nein     | Betonkonstruktion              | mit Aussichtsplattform                                                                               |      |
| Aussichtsturm Freizeitpark Neunkirchen    | Neunkirchen (Nohfelden) Lage | 1970er Jahre | 012,5         | 09,4 0+ 06,5 0+ 03,4  | nein     | Holzturm                       | überdacht; Gesamthöhe ca.                                                                            |      |
| Elefantenturm (Neunkirchen)               | Neunkirchen (Saar) Lage      | 1997         | 012           |                       | nein     | Holzturm                       | überdacht; Teil der Elefantenanlage im Zoo Neunkirchen                                               |      |
| Heidenkopfturm                            | Ormesheim Lage               | 1973         | 012           | 09,5 0+ 06,6 0+ 03,4  | nein     | Holzturm                       | überdacht                                                                                            |      |
| Katerturm                                 | Saarlouis Lage               | 1955         | 010           |                       | nein     | gemauerter Turm                | |      |
| Bergfried Liebenburg                      | Eisweiler Lage               | 1170         | 07,4          | 06,3                  | nein     | gemauerter Turm                | 1976 auf Resten wieder aufgebaut; mit Trauzimmer im Turm                                             |      |

### Nicht mehr bestehende Bauwerke
| Name des Bauwerks | Ort                   | Bau- jahr | Ges. höhe (m) | Platt- form- höhe (m) | Auf- zug | Bauwerkstyp | Bemerkungen                          | Bild |
| ----------------- | --------------------- | --------- | ------------- | --------------------- | -------- | ----------- | ------------------------------------ | ---- |
| Hoferkopfturm     | Friedrichsthal (Saar) | 1994      | 021           |                       | nein     | Holzturm    | überdacht; Höhe ca.; 2014 abgerissen |      |

## Abkürzungen
In den Tabellen verwendete Abkürzungen bedeuten:
- Jh. = Jahrhundert